# Lisl Stich
Elisabeth „Lisl“ Stich (* 5. August 1913 in Volkach; † 1. Januar 2000 in Neustadt an der Aisch) war eine deutsche Illustratorin und Grafikerin.

## Leben und Wirken
Elisabeth Stich, die Zeit ihres Lebens meist „Lisl“ gerufen wurde, wuchs mit ihren drei jüngeren Geschwistern als Tochter eines Finanzbeamten in Volkach auf. Von 1930 bis 1937 studierte sie Grafik an der Staatsschule für Angewandte Kunst in Nürnberg (heute Akademie der Bildenden Künste). Nach dem Abschluss ermöglichte ein Stipendium der Deutschen Albrecht-Dürer-Stiftung einen Aufenthalt in Berlin.
Sie arbeitete als freie Künstlerin, Zeichnerin und Karikaturistin. Dabei schlug sie auch immer wieder einen kritischen Ton in Bezug auf die herrschende NS-Diktatur an. Sie zog zurück zu ihren Eltern nach Bayern, bis sie nach dem Krieg James Krüss kennenlernte, durch den sie mit dem Illustrieren von Kinderbüchern begann. Am bekanntesten wurden jene, zu denen Krüss die Texte schrieb. Besonders beliebt war auch ihr Erstlingswerk Henriette Bimmelbahn. Neben der Tätigkeit als Illustratorin war sie auch regional in der Schwandorfer Zeitung wöchentlich mit ihren Oberpfälzer Schmankerln, Karikaturen mit teils sehr viel Lokalkolorit, vertreten. Diese wurden 2015 vom Stadtarchiv Schwandorf teilweise wieder neu aufgelegt.
Als Illustratorin verwendete sie meist Aquarell- und Wasserfarben, oft ergänzt mit Feder und schwarze Tusche, deren Anwendung ihr aus der Arbeit als Karikaturistin und Grafikerin vertraut war. Ihrer Arbeiten hatten dabei im Vergleich zu anderen Kinderbuchzeichnungen immer eine gewisse Modernität. Es existieren von ihr weiterhin einige großformatige Bilder und Zeichnungen. In der Spätphase ihres Schaffens befasste sie sich zunehmend mit religiösen Themen. Nach ihrer Eheschließung trug sie den Namen Nitsch, trat als Künstlerin aber weiter unter ihrem Mädchennamen in Erscheinung.
Die Originalillustrationen zu acht ihrer Bücher befinden sich im Besitz der Stiftung Illustration im Museum Burg Wissem.

## Werke (Auswahl)
Illustrierte Bücher
- Tod und Teufel. Lustige Bauerngeschichten. Text: Ernst Henthaler. Stephenson, 1941.
- Bauer, bind’ den Pudel an! Volkskinderreime. Text: Lisl Stich. Franz Schneider, 1943.
- Diwan aus Al-Andalus. Text: Janheinz Jahn. Schleber Verlag, 1949.
- Ulla macht das Rennen. Text: Edeltraut Herder. Bayerische Verlagsanstalt, 1956.
- Henriette Bimmelbahn. Text: James Krüss. Der Kinderbuchverlag, 1957.
- Birgit erobert Möwenort. Text: Liselotte Koops. Bayerische Verlagsanstalt, 1957.
- Der blaue Autobus. Text: James Krüss. Der Kinderbuchverlag, 1958.
- Der kleine Doppeldecker. Text: James Krüss. Boje-Verlag, 1959.
- Eine lustige Froschreise. Text: James Krüss. Boje-Verlag, 1960.
- Ululus Nachtspaziergang.  Text: Wilhelm Reinke. Boje-Verlag, 1961.
- Abdullah und die Datteldiebe. Text: James Krüss. Boje-Verlag, 1962.
- Michael, der kleine Mann. Text: Christel Süssmann. Boje-Verlag, 1963.
- Hendrikje mit den Schärpen. Text: James Krüss. Boje-Verlag, 1964.
- Die ganz besonders nette Strassenbahn. Text: James Krüss. Boje-Verlag, 1965.
- Der Dreckspatz und das Plappergänschen. Text: James Krüss. Boje-Verlag, 1967.
- Wenn die Lok auf Reisen geht. Text: Christel Süssmann. Boje-Verlag, 1967.
- Ich wär' so gerne Zoodirektor. Text: James Krüss. Boje-Verlag, 1969.
- Noah und die neue Sintflut. Text: Joachim Illies. Verlag Weisses Kreuz, 1980.
- Die grossen Taten Gottes. Text: Lisl Stich. Born-Verlag, 1982.
- Wenn du grösser wirst – vom Unterschied, ein Junge oder ein Mädchen zu sein. Text: Reinhold Ortner. Verlag Weisses Kreuz 1984.